# Gerichtsorganisationsgesetz (Sachsen-Anhalt)
Das Gerichtsorganisationsgesetz vom 24. August 1992 regelt die Organisation der ordentlichen Gerichtsbarkeit in Sachsen-Anhalt. In der Anlage zu diesem Gesetz wird die Zugehörigkeit der jeweiligen Gemeinden Sachsen-Anhalts zu den Gerichtsbezirken festgelegt.

## Inhalt
Das Gesetz legt folgende Gerichtsorganisation in Sachsen-Anhalt fest:
| Oberlandesgericht          | Landgerichte              | Amtsgerichte |
| -------------------------- | ------------------------- | --- |
| Oberlandesgericht Naumburg | Landgericht Dessau-Roßlau | Amtsgericht Bitterfeld-Wolfen Amtsgericht Dessau-Roßlau Amtsgericht Köthen Amtsgericht Wittenberg Amtsgericht Zerbst Amtsgericht Bernburg (bis 30. Juni 2007) Amtsgericht Gräfenhainichen (aufgehoben am 1. Juli 1994) |
| Oberlandesgericht Naumburg | Landgericht Halle         | Amtsgericht Eisleben Amtsgericht Halle (Saale) Amtsgericht Merseburg Amtsgericht Naumburg Amtsgericht Sangerhausen Amtsgericht Weißenfels Amtsgericht Zeitz Amtsgericht Aschersleben (bis 30. Juni 1994) Amtsgericht Hettstedt (aufgehoben am 31. Dezember 2008) Amtsgericht Nebra (aufgehoben am 1. Juni 2000) Amtsgericht Querfurt (aufgehoben am 1. Juni 2000)                                                                                       |
| Oberlandesgericht Naumburg | Landgericht Magdeburg     | Amtsgericht Aschersleben (ab 1. Juli 1994) Amtsgericht Bernburg (ab 1. Juli 2007) Amtsgericht Halberstadt Amtsgericht Haldensleben Amtsgericht Magdeburg Amtsgericht Oschersleben Amtsgericht Quedlinburg Amtsgericht Schönebeck Amtsgericht Wernigerode Amtsgericht Burg (bis 30. Juni 1994) Amtsgericht Staßfurt (aufgehoben am 1. Juni 2000) Amtsgericht Wanzleben (aufgehoben am 1. Juni 2000) Amtsgericht Wolmirstedt (aufgehoben am 1. Juni 2000) |
| Oberlandesgericht Naumburg | Landgericht Stendal       | Amtsgericht Burg (ab 1. Juli 1994) Amtsgericht Gardelegen Amtsgericht Salzwedel Amtsgericht Stendal Amtsgericht Genthin (aufgehoben am 1. Juni 2000) Amtsgericht Havelberg (aufgehoben am 1. Juni 2000) Amtsgericht Klötze (aufgehoben am 1. Juni 2000) Amtsgericht Osterburg (aufgehoben am 31. Dezember 2008) |